# Otto Günther (Verleger)
Otto Günther (geboren 20. April 1895 in Wien, Österreich-Ungarn; gestorben 17. Juni 1963 in Wien, Österreich) war ein österreichischer Zeitschriftenverleger.

## Leben
Otto Günther studierte an der Hochschule für Welthandel und wirkte ab 1925 als Zeitungsverleger und Herausgeber solcher Titel wie Christliche Frauenzeitung. Bürgermeisterzeitung, Das moderne Hotel und Donauländerzeitung. Er wurde Mitglied der legitimistischen Splitterpartei Kaisertreue Volkspartei (Wolff-Verband) und 1933 deren Vizepräsident sowie Chefredakteur der Parteizeitung. Er wechselte dann zur Christlichsozialen Partei (CSP) und kandidierte für sie (erfolglos) sowohl für den Nationalrat als auch für den Wiener Gemeinderat.
Er war mit der Buchhändlerin Grete Schlesinger (1902–1954) verheiratet, deren Vater Inhaber der Buchhandlung Kuppitsch war. Ihre beiden Töchter wurden ebenfalls Buchhändlerinnen.
Nach dem Anschluss Österreichs kam er im März 1938 als Jude in sogenannte Schutzhaft und wurde am 2. April 1938 mit dem sogenannten Prominententransport in das KZ Dachau deportiert. Er wurde im September in das KZ Buchenwald verlegt und am 20. April 1939 unter Auflagen entlassen. Die Familie emigrierte in die Schweiz und von dort nach Frankreich, wo Günther in Nizza die Zeitschriften La femme provençale und La Française chrétienne herausgab. 1941 gelang ihnen die Flucht nach Portugal und von dort in die USA.
In New York gehörte Günther zu den Beratern Otto von Habsburgs und war Herausgeber der antikommunistischen Monatszeitschrift Austria im Verlag Gunther Publications mit Sitz auf der Adresse 1775 Broadway (November 1944 bis Oktober 1956) und danach auf der Adresse 1650 Broadway (Oktober 1956 bis Juni 1963). 1950 kehrte er nach Wien zurück und erhielt die Prokura für die an seine Frau restituierte Buchhandlung Kuppitsch und war nach ihrem Tod so wie auch seine Töchter persönlich haftender Gesellschafter. Er wurde auch wieder Herausgeber der Fachzeitschrift Das moderne Hotel.

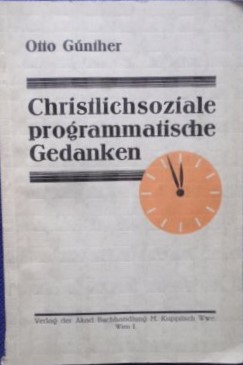
Christlichsoziale programmatische Gedanken (1932)

## Schriften
- Streiflichter auf die österreichischen Eisenbahnen: die Wechselbeziehungen zwischen Verkehrswesen und Volkswirtschaft. Vorwort Eduard Heinl. Wien: Hölder-Pichler-Tempsky, 1925
- Christlichsoziale programmatische Gedanken. Wien: Kuppitsch, (1932)
- Unser Kaiser kehrt heim!: Legitimische Arbeit in Österreich. Wien: Günther, 1933